# Oilers d'Edmonton
Les Oilers d’Edmonton, en anglais Edmonton Oilers, sont une franchise professionnelle de hockey sur glace d'Amérique du Nord. L'équipe est basée à Edmonton, en Alberta au Canada, et joue ses matchs à domicile au Rogers Place. Les Oilers font partie de la Ligue nationale de hockey (LNH) et sont membres de la division Pacifique, dans la Conférence Ouest.
La franchise est créée en 1971 sous le nom des Oilers d'Edmonton. Ce nom est choisi en référence au positionnement géographique d'Edmonton, située au centre de l'industrie pétrolière du Canada. Les Oilers évoluent à l'époque dans l'Association mondiale de hockey (AMH). Juste avant leurs débuts dans cette ligue, ils prennent le nom des Oilers de l'Alberta mais ils récupèrent leur nom initial la saison suivante. En 1979, les Oilers font partie des quatre franchises absorbées par la LNH lorsque l'AMH cesse ses activités.
Après être entrés dans la ligue, les Oilers remportent la Coupe Stanley à cinq reprises : en 1983-1984, 1984-1985, 1986-1987, 1987-1988 puis 1989-1990. À cette époque, ils comptaient notamment au sein de leur effectif le célèbre Wayne Gretzky, souvent considéré comme le plus grand joueur de l'histoire de la LNH (simple). Durant ses années de service à Edmonton, Gretzky remporte par ailleurs à huit reprises le trophée Hart récompensant le meilleur joueur de la LNH. Les Oilers font partie, avec les Penguins de Pittsburgh, des franchises ayant remporté le plus grand nombre de fois la Coupe Stanley après la fusion de la LNH et de l'AMH. En hommage aux succès qu'ont connu les Oilers durant les années 1980, le temple de la renommée du hockey reconnait officiellement l'équipe de cette décennie comme l'une des neuf dynasties de l'histoire de la LNH.
Entre 2017 et 2023, deux joueurs des Oilers d'Edmonton remportent le trophée Hart : Connor McDavid en 2017, 2021 et 2023 et Leon Draisaitl en 2020.
Les Oilers sont l'une des deux franchises présentes dans la province d'Alberta, la seconde étant les Flames de Calgary. Une rivalité particulière oppose ces deux franchises, surnommée la bataille de l'Alberta.

## Historique

### Wayne Gretzky et les meilleurs moments des Oilers
Dès sa première année dans la LNH, Wayne Gretzky termine avec le même total de points que Marcel Dionne des Kings de Los Angeles au sommet des pointeurs de la saison régulière, avec 137 points. Cependant le trophée Art-Ross lui échappe car il a marqué moins de buts que Dionne. L'équipe, de son côté, termine la saison avec 69 points. La saison suivante, elle en marque 74 et, en 1981-1982, elle finit avec 111 points pour remporter son premier de six titres de division consécutifs.
Dans les années 1980, l'association des Oilers avec Gretzky s'avère prolifique. Ils occupent les cinq premiers rangs des équipes ayant marqué le plus de buts en une saison ainsi que les trois premières places pour la moyenne de buts par match. À l'issue de leur cinquième saison dans la LNH, les Oilers remportent la Coupe Stanley pour la première fois de leur histoire et la gagnent ensuite à quatre reprises dans les six années qui suivent. Les Oilers, lors de la saison 1983-1984, créent un nouveau record en conservant une moyenne de 5,58 buts marqués par match. Pendant trois saisons de cette décennie, quatre coéquipiers réussissent à franchir la barre des 100 points : Gretzky (196), Mark Messier (106), Glenn Anderson (104) et Jari Kurri (104) en 1982-1983 ; Gretzky (205), Paul Coffey (126), Kurri (113) et Messier (101) en 1983-1984 et enfin Gretzky (215), Coffey (138), Kurri (131) et Anderson (102) en 1985-1986. Ils sont également la seule équipe à avoir aligné trois marqueurs de plus de 50 buts lors d'une même saison régulière : en 1983-1984 Gretzky marque 87 buts, Anderson 54 et Kurri 52 et en 1985-1986, Kurri compte 68 buts, Anderson 54 et Gretzky 52.
Le 29 mars 1983, lors d'un match les opposant aux Canucks de Vancouver, avec un but et trois passes décisives, Gretzky améliore son propre record avec 121 assistances en une saison. Trois années après, il établit le record tous les temps dans la LNH avec 163 assistances. Kurri et Anderson sont les premiers membres d'un trio à atteindre la barre des 100 points dans une même partie. En 1983-1984, avec 87 buts en saison régulière et 13 en séries, Gretzky devient le seul joueur de la LNH à compter 100 buts lors d'une même saison en incluant les séries éliminatoires. Il établit également presque tous ses records en une seule saison avec les Oilers, notamment le nombre de buts (92 en 1982), d'aides (163 en 1986) et de points (215 en 1986).
Gretzky est le joueur ayant atteint le plus rapidement deux des records les plus convoités dans la LNH. Son 1000e point, une assistance, est marqué à son 424e match le 19 décembre 1984 contre Los Angeles. Son 500e but est marqué dans un filet désert contre Vancouver le 22 novembre 1986 lors de son 575e match. Kurri atteint son 1000e point sur une aide dans une victoire des Oilers 6 à 4 contre Saint-Louis le 2 janvier 1990. Quant au 1000e point de Messier, il arrive sur une assistance le 13 janvier 1991 dans une victoire des Oilers 5 à 3 contre Philadelphie.
Edmonton était tellement dominant lors des unités spéciales, plus spécifiquement lors d'un quatre-contre-quatre, que la LNH changea un règlement.[réf. nécessaire] Pour le début de la saison 1985-1986, les substitutions étaient accordées dans l'éventualité de pénalités mineures coïncidentes. Le changement fut révoqué sept ans plus tard, lorsque la dynastie de l'équipe des Oilers fut dissoute.

### La reconstruction de l’équipe
Après la finale perdue face aux Hurricanes de la Caroline lors des séries éliminatoires de la Coupe Stanley 2006, les Oilers ne parviennent plus à se qualifier pour les séries, terminant à plusieurs reprises à la dernière place de la ligue en saison régulière. Malgré leur nombre de choix de première ronde élevés, dont ils se sont servis pour sélectionner entre autres Jordan Eberle, Taylor Hall, Ryan Nugent-Hopkins, Naïl Iakoupov et Leon Draisaitl, les Oilers terminent tout de même au 28e rang de la LNH en 2014-2015, devant les Sabres de Buffalo et les Coyotes de l'Arizona. Les Oilers remportent alors la loterie du repêchage, disputée à chaque année pour déterminer le premier choix au prochain repêchage, et obtiennent le premier choix de la sélection. Ils en profitent pour sélectionner le joueur de centre des Otters d'Érié, Connor McDavid, un jeune prodige dont on dit le plus grand bien.

### Un nouveau domicile pour les Oilers
L’actuel propriétaire des Oilers, Daryl Katz, exige la construction d’un nouvel amphithéâtre dans le centre-ville d’Edmonton car leur domicile actuel, le vétuste Rexall Place, ne répond plus aux normes de la Ligue nationale de hockey, l’aréna devient désuet malgré les nombreuses modifications de modernisation et le coût pour ce projet est évalué entre 400 et 500 millions de dollars si l’équipe veut continuer à vivre à Edmonton. Au printemps 2013, le maire de la capitale albertaine, Stephen Mandel, annonce la construction du Rogers Place au centre-ville, pour 480 millions de dollars. La construction débute à partir de 2014 jusqu'à son achèvement en 2016.

## Identité de l’équipe

### Logo
Au cours de l’existence des Oilers, le logo n’a que très peu évolué. Seuls des changements de couleur et l’apparition d’un cercle autour du logo l’ont fait évoluer.

Premier logo des Oilers de l’Alberta
Logo des Oilers d’Edmonton de 1996 à 2011
Logo de 2011 à 2017
Logo de 2017 à 2022
Logo depuis 2022

## Les joueurs

### Effectif actuel
| No    | Nom                     | Nat. | Position      | Arrivée                          | Salaire        |
| ----- | ----------------------- | ---- | ------------- | -------------------------------- | -------------- |
| +036, | Jack Campbell           |      | Gardien       | 2022 - Agent libre               | +05 000 000, $ |
| +041, | Mike Smith              |      | Gardien       | 2019 - Agent libre               | +02 200 000, $ |
| +074, | Stuart Skinner          |      | Gardien       | 2017 - Repêchage                 | +00750 000, $  |
| +002, | Evan Bouchard           |      | Défenseur     | 2018 - Repêchage                 | +00863 333, $  |
| +005, | Cody Ceci               |      | Défenseur     | 2021 - Agent libre               | +03 250 000, $ |
| +022, | Tyson Barrie            |      | Défenseur     | 2020 - Agent libre               | +04 500 000, $ |
| +025, | Darnell Nurse – A       |      | Défenseur     | 2013 - Repêchage                 | +05 600 000, $ |
| +027, | Brett Kulak             |      | Défenseur     | 2022 - Canadiens de Montréal     | +02 750 000, $ |
| +028, | Ryan Murray             |      | Défenseur     | 2022 - Agent libre               | +00750 000, $  |
| +077, | Oscar Klefbom           |      | Défenseur     | 2011 - Repêchage                 | +04 167 000, $ |
| +080, | Markus Niemelainen      |      | Défenseur     | 2016 - Repêchage                 | +00762 500, $  |
| +010, | Derek Ryan              |      | Centre        | 2021 - Agent libre               | +01 250 000, $ |
| +013, | Jesse Puljujärvi        |      | Ailier droit  | 2016 - Repêchage                 | +03 000 000, $ |
| +014, | Devin Shore             |      | Centre        | 2021 - Agent libre               | +00850 000, $  |
| +018, | Zach Hyman              |      | Ailier gauche | 2021 - Agent libre               | +05 500 000, $ |
| +021, | Klim Kostine            |      | Ailier droit  | 2022 - Blues de Saint-Louis      | +00750 000, $  |
| +026, | Mattias Janmark         |      | Ailier gauche | 2022 - Agent libre               | +01 250 000, $ |
| +029, | Leon Draisaitl – A      |      | Centre        | 2014 - Repêchage                 | +08 500 000, $ |
| +037, | Warren Foegele          |      | Ailier gauche | 2021 - Hurricanes de la Caroline | +02 750 000, $ |
| +055, | Dylan Holloway          |      | Centre        | 2020 - Repêchage                 | +00925 000, $  |
| +056, | Kailer Yamamoto         |      | Ailier droit  | 2017 - Repêchage                 | +03 100 000, $ |
| +071, | Ryan McLeod             |      | Centre        | 2018 - Repêchage                 | +00798 000, $  |
| +091, | Evander Kane            |      | Ailier gauche | 2022 - Agent libre               | +05 125 000, $ |
| +093, | Ryan Nugent-Hopkins – A |      | Centre        | 2011 - Repêchage                 | +05 125 000, $ |
| +097, | Connor McDavid – C      |      | Centre        | 2015 - Repêchage                 | +12 500 000, $ |

### Temple de la renommée du hockey
- Wayne Gretzky admis en 1999 ;
- Jari Kurri admis en 2001 ;
- Grant Fuhr admis en 2003 ;
- Paul Coffey admis en 2004 ;
- Mark Messier admis en 2007 ;
- Glenn Anderson admis en 2008 ;
- Adam Oates admis en 2012.

### Capitaines
| Période       | Nom du ou des joueurs |
| ------------- | --------------------- |
| 1972-1976     | Al Hamilton           |
| 1976-1977     | Glen Sather           |
| 1977-1979     | Paul Shmyr            |
| 1979-80       | Ron Chipperfield      |
| 1980-81       | Blair MacDonald       |
| 1981-83       | Lee Fogolin           |
| 1983-88       | Wayne Gretzky         |
| 1988-91       | Mark Messier          |
| 1991-92       | Kevin Lowe            |
| 1992-94       | Craig MacTavish       |
| 1994-95       | Shayne Corson         |
| 1995-99       | Kelly Buchberger      |
| 1999-2001     | Doug Weight           |
| 2001-2007     | Jason Smith           |
| 2007-2010     | Ethan Moreau          |
| 2010-2013     | Shawn Horcoff         |
| 11 avril 2014 | Ryan Smyth            |
| 2013-2015     | Andrew Ference        |
| Depuis 2016   | Connor McDavid        |

### Choix de premier tour
Chaque année et depuis 1964, les joueurs des ligues juniors ont la possibilité de signer des contrats avec les franchises de la LNH. Cette section présente les joueurs qui ont eu la chance d’être choisis par les Oilers lors du premier tour. Ces choix peuvent être échangés et ainsi, une année les Oilers peuvent très bien ne pas avoir eu de choix de premier tour ou à l’inverse, en avoir plusieurs.
| Année | Joueur                             | Choix                                 | Équipe junior                                                                     |
| ----- | ---------------------------------- | ------------------------------------- | --------------------------------------------------------------------------------- |
| 1979  | Kevin Lowe                         | 21e au total                          | Remparts de Québec (LHJMQ)                                                        |
| 1980  | Paul Coffey                        | 6e au total                           | Rangers de Kitchener (AHO)                                                        |
| 1981  | Grant Fuhr                         | 8e au total                           | Cougars de Victoria (LHOu)                                                        |
| 1982  | Jim Playfair                       | 20e au total                          | Winterhawks de Portland (LHOu)                                                    |
| 1983  | Jeff Beukeboom                     | 19e au total                          | Greyhounds de Sault-Sainte-Marie (LHO)                                            |
| 1984  | Selmar Odelein                     | 21e au total                          | Pats de Regina (LHOu)                                                             |
| 1985  | Scott Metcalfe                     | 20e au total                          | Canadians de Kingston (LHO)                                                       |
| 1986  | Kim Issel                          | 21e au total                          | Raiders de Prince Albert (LHOu)                                                   |
| 1987  | Peter Soberlak                     | 21e au total                          | Broncos de Swift Current (LHOu)                                                   |
| 1988  | François Leroux                    | 19e au total                          | Castors de Saint-Jean (LHJMQ)                                                     |
| 1989  | Jason Soules                       | 15e au total                          | Thunder de Niagara Falls (LHO)                                                    |
| 1990  | Scott Allison                      | 17e au total                          | Raiders de Prince Albert (LHOu)                                                   |
| 1991  | Tyler Wright Martin Rucinsky       | 12e au total 20e au total             | Broncos de Swift Current (LHOu) HC Chemopetrol Litvinov (Extraliga)               |
| 1992  | Joe Hulbig                         | 13e au total                          | St. Sebastian's (USHS)                                                            |
| 1993  | Jason Arnott Nick Stajduhar        | 7e au total 16e au total              | Generals d'Oshawa (LHO) Knights de London (LHO)                                   |
| 1994  | Jason Bonsignore Ryan Smyth        | 4e au total 6e au total               | Thunder de Niagara Falls (LHO) Warriors de Moose Jaw (LHOu)                       |
| 1995  | Steve Kelly                        | 6e au total                           | Raiders de Prince Albert (LHOu)                                                   |
| 1996  | Boyd Devereaux Matthieu Descoteaux | 6e au total 19e au total              | Rangers de Kitchener (LHO) Cataractes de Shawinigan (LHJMQ)                       |
| 1997  | Michel Riesen                      | 14e au total                          | HC Bienne (LNB)                                                                   |
| 1998  | Michael Henrich                    | 13e au total                          | Colts de Barrie (LHO)                                                             |
| 1999  | Jani Rita                          | 13e au total                          | Jokerit (SM-liiga)                                                                |
| 2000  | Alekseï Mikhnov                    | 17e au total                          | Torpedo Iaroslavl (Superliga)                                                     |
| 2001  | Ales Hemsky                        | 13e au total                          | Olympiques de Hull (LHJMQ)                                                        |
| 2002  | Jesse Niinimaki                    | 15e au total                          | Ilves Tampere (SM-liiga)                                                          |
| 2003  | Marc-Antoine Pouliot               | 22e au total                          | Océanic de Rimouski (LHJMQ)                                                       |
| 2004  | Devan Dubnyk Rob Schremp           | 14e au total 25e au total             | Blazers de Kamloops (LHOu) Knights de London (LHO)                                |
| 2005  | Andrew Cogliano                    | 25e au total                          | Buzzers de St. Michael's (OPJHL)                                                  |
| 2006  | Aucun                              | Aucun                                 | Aucun                                                                             |
| 2007  | Sam Gagner Alex Plante Riley Nash  | 6e au total 15e au total 21e au total | Knights de London (LHO) Hitmen de Calgary (LHOu) Silverbacks de Salmon Arm (LHCB) |
| 2008  | Jordan Eberle                      | 22e au total                          | Pats de Regina (LHOu)                                                             |
| 2009  | Magnus Paajarvi-Svensson           | 10e au total                          | Timra IK (Elitserien)                                                             |
| 2010  | Taylor Hall                        | 1er au total                          | Spitfires de Windsor (LHO)                                                        |
| 2011  | Ryan Nugent-Hopkins Oscar Klefbom  | 1er au total 19e au total             | Rebels de Red Deer (LHOu) Farjestads BK (Elitserien)                              |
| 2012  | Naïl Iakoupov                      | 1er au total                          | Sting de Sarnia (LHO)                                                             |
| 2013  | Darnell Nurse                      | 7e au total                           | Greyhounds de Sault Ste. Marie (LHO)                                              |
| 2014  | Leon Draisaitl                     | 3e au total                           | Raiders de Prince Albert (LHOu)                                                   |
| 2015  | Connor McDavid                     | 1er au total                          | Otters d'Érié (LHO)                                                               |
| 2016  | Jesse Puljujärvi                   | 4e au total                           | Kärpät Oulu (SM-liiga)                                                            |
| 2017  | Kailer Yamamoto                    | 22e au total                          | Chiefs de Spokane (LHOu)                                                          |
| 2018  | Evan Bouchard                      | 10e au total                          | Knights de London (LHO)                                                           |
| 2019  | Philip Broberg                     | 8e au total                           | AIK (Allsvenskan)                                                                 |
| 2020  | Dylan Holloway                     | 14e au total                          | Badgers du Wisconsin (NCAA)                                                       |
| 2021  | Xavier Bourgault                   | 22e au total                          | Cataractes de Shawinigan (LHJMQ)                                                  |
| 2022  | Reid Schaefer                      | 32e au total                          | Thunderbirds de Seattle (LHOu)                                                    |

### Meilleurs pointeurs
Voici les statistiques des joueurs ayant dépassé le cap des 300 points en carrière avec les Oilers d’Edmonton.
| Joueur          | PJ   | B   | A    | Pts  |
| --------------- | ---- | --- | ---- | ---- |
| Wayne Gretzky   | 696  | 583 | 1086 | 1669 |
| Jari Kurri      | 754  | 474 | 569  | 1043 |
| Mark Messier    | 851  | 392 | 642  | 1034 |
| Glenn Anderson  | 845  | 417 | 489  | 906  |
| Paul Coffey     | 532  | 209 | 460  | 669  |
| Ryan Smyth      | 852  | 284 | 311  | 595  |
| Doug Weight     | 588  | 157 | 420  | 577  |
| Esa Tikkanen    | 490  | 178 | 258  | 436  |
| Shawn Horcoff   | 765  | 155 | 280  | 435  |
| Ales Hemsky     | 559  | 124 | 307  | 431  |
| Kevin Lowe      | 1037 | 74  | 309  | 383  |
| Craig Simpson   | 419  | 185 | 180  | 365  |
| Charlie Huddy   | 694  | 61  | 287  | 368  |
| Todd Marchant   | 678  | 136 | 207  | 343  |
| Craig MacTavish | 701  | 155 | 176  | 331  |

### Numéros retirés
À l'heure actuelle, sept anciens joueurs des Oilers ont vu leur numéro retirés.
| No  | Joueur           | Position       | Carrière  | Date du retrait  |
| --- | ---------------- | -------------- | --------- | ---------------- |
| 3   | Al Hamilton (en) | —              | —         | 10 octobre 1980  |
| 7   | Paul Coffey      | Défenseur      | 1980-2001 | 18 octobre 2005  |
| 9   | Glenn Anderson   | Défenseur      | 1980-2001 | 18 janvier 2009  |
| 11  | Mark Messier     | Centre         | 1979-2004 | 27 février 2007  |
| 17  | Jari Kurri       | Ailier droit   | 1977-1998 | 6 octobre 2001   |
| 31  | Grant Fuhr       | Gardien de but | 1981-2000 | 9 octobre 2003   |
| 99* | Wayne Gretzky    | Centre         | 1978-1999 | 1er octobre 1999 |

* Numéro retiré par la suite pour toutes les équipes par la LNH lors du 50e Match des étoiles le 6 février 2000.

## Dirigeants

### Entraîneurs-chefs
| No | Nom                 | Engagement   | Départ       | Saison régulière | Saison régulière | Saison régulière | Saison régulière | Saison régulière | Saison régulière | Séries éliminatoires | Séries éliminatoires | Séries éliminatoires | Séries éliminatoires | Remarques                           |
| No | Nom                 | Engagement   | Départ       | PJ               | V                | D                | N                | P                | % V              | PJ                   | V                    | D                    | % V                  | Remarques                           |
| -- | ------------------- | ------------ | ------------ | ---------------- | ---------------- | ---------------- | ---------------- | ---------------- | ---------------- | -------------------- | -------------------- | -------------------- | -------------------- | ----------------------------------- |
| 1  | Roman Kinasewich    | 1972         | janvier 1973 | 45               | 20               | 23               | 2                | 42               | 46,7             | -                    | -                    | -                    | -                    |                                     |
| 2  | William Hunter (en) | janvier 1973 | 1973         | 26               | 14               | 11               | 1                | 29               | 55,8             | 1                    | 0                    | 1                    | 0,0                  |                                     |
| 3  | Brian Shaw (en)     | 1973         | 8 mars 1975  | 137              | 68               | 63               | 6                | 142              | 51,8             | 5                    | 1                    | 4                    | 20,0                 |                                     |
| 4  | William Hunter      | 8 mars 1975  | avril 1975   | 19               | 6                | 12               | 1                | 13               | 34,2             | -                    | -                    | -                    | -                    |                                     |
| 5  | Clare Drake (en)    | 1975         | janvier 1976 | 48               | 18               | 28               | 2                | 38               | 39,6             | -                    | -                    | -                    | -                    |                                     |
| 6  | William Hunter      | janvier 1976 | avril 1976   | 33               | 9                | 21               | 3                | 21               | 31,8             | 4                    | 0                    | 4                    | 0,0                  |                                     |
| 7  | Armand Guidolin     | 1976         | mars 1977    | 63               | 25               | 36               | 2                | 52               | 41,3             | -                    | -                    | -                    | -                    |                                     |
| 8  | Glen Sather         | mars 1977    | -            | 178              | 95               | 76               | 7                | 197              | 55,3             | 23                   | 8                    | 15                   | 34,8                 | Finale du trophée mondial Avco 1979 |

| No | Nom                 | Engagement       | Départ           | Saison régulière | Saison régulière | Saison régulière | Saison régulière | Saison régulière | Saison régulière | Saison régulière | Séries éliminatoires | Séries éliminatoires | Séries éliminatoires | Séries éliminatoires | Remarques                                                                                             |
| No | Nom                 | Engagement       | Départ           | PJ               | V                | D                | N                | DP               | P                | % V              | PJ                   | V                    | D                    | % V                  | Remarques                                                                                             |
| -- | ------------------- | ---------------- | ---------------- | ---------------- | ---------------- | ---------------- | ---------------- | ---------------- | ---------------- | ---------------- | -------------------- | -------------------- | -------------------- | -------------------- | --- |
| 1  | Glen Sather         | -                | 1980             | 80               | 28               | 39               | 13               | -                | 69               | 43,1             | 3                    | 0                    | 3                    | 0,0                  | |
| 2  | Bryan Watson        | 1980             | novembre 1980    | 18               | 4                | 9                | 5                | -                | 13               | 36,1             | -                    | -                    | -                    | -                    | |
| 3  | Glen Sather         | novembre 1980    | 12 juin 1989     | 702              | 414              | 202              | 86               | -                | 914              | 65,1             | 123                  | 89                   | 34                   | 72,4                 | Finale de la Coupe Stanley 1983 Coupes Stanley 1984, 1985, 1987, 1988 Trophée Jack-Adams en 1985-1986 |
| 4  | John Muckler        | 12 juin 1989     | 25 juin 1991     | 160              | 75               | 65               | 20               | -                | 170              | 53,1             | 40                   | 25                   | 15                   | 62,5                 | Coupe Stanley 1990                                                                                    |
| 5  | Edward Green        | 28 juin 1991     | 26 novembre 1993 | 188              | 65               | 102              | 21               | -                | 141              | 40,2             | 16                   | 8                    | 8                    | 50,0                 | |
| 6  | Glen Sather         | 26 novembre 1993 | 1er juillet 1994 | 60               | 22               | 27               | 11               | -                | 55               | 45,8             | -                    | -                    | -                    | -                    | |
| 7  | George Burnett (en) | janvier 1995     | 1995             | 35               | 12               | 20               | 3                | -                | 27               | 38,6             | -                    | -                    | -                    | -                    | |
| 8  | Ronald Low          | 1995             | 8 juin 1999      | 341              | 139              | 162              | 40               | -                | 318              | 46,6             | 28                   | 10                   | 18                   | 35,7                 | |
| 9  | Kevin Lowe          | 18 juin 1999     | 7 juin 2000      | 82               | 32               | 26               | 16               | 8                | 88               | 53,7             | 5                    | 1                    | 4                    | 20,0                 | |
| 10 | Craig MacTavish     | 22 juin 2000     | 15 avril 2009    | 656              | 301              | 252              | 47               | 56               | 705              | 53,7             | 36                   | 19                   | 17                   | 52,8                 | Finale de la Coupe Stanley 2006                                                                       |
| 11 | John Quinn          | 26 mai 2009      | 22 juin 2010     | 82               | 27               | 47               | -                | 8                | 62               | 37,8             | -                    | -                    | -                    | -                    | |
| 12 | Thomas Renney       | 22 juin 2010     | 17 mai 2012      | 164              | 57               | 85               | -                | 22               | 136              | 41,5             | -                    | -                    | -                    | -                    | |
| 13 | Ralph Krueger       | 27 juin 2012     | 8 juin 2013      | 48               | 19               | 22               | -                | 7                | 45               | 46,9             | -                    | -                    | -                    | -                    | |
| 14 | Dallas Eakins       | 10 juin 2013     | 15 décembre 2014 | 113              | 36               | 63               | -                | 14               | 86               | 38,1             | -                    | -                    | -                    | -                    | |
| 15 | Todd Nelson         | 15 décembre 2014 | 19 mai 2015      | 51               | 17               | 25               | -                | 9                | 43               | 42,0             | -                    | -                    | -                    | -                    | |
| 16 | Todd McLellan       | 19 mai 2015      | 20 novembre 2018 | 266              | 123              | 119              | -                | 24               | 270              | 50,8             | 13                   | 7                    | 6                    | 53,8                 | |
| 17 | Kenneth Hitchcock   | 20 novembre 2018 | 7 mai 2019       | 62               | 26               | 28               | -                | 8                | 60               | 48,4             | -                    | -                    | -                    | -                    | |
| 18 | David Tippett       | 28 mai 2019      | 10 février 2022  | 171              | 95               | 62               | -                | 14               | 204              | 59,6             | 8                    | 1                    | 7                    | 12,5                 | |
| 19 | Jay Woodcroft (en)  | 10 février 2022  | 12 novembre 2023 | 133              | 79               | 41               | -                | 13               | 171              | 59,4             | 28                   | 14                   | 14                   | 50,0                 | |
| 20 | Kris Knoblauch (en) | 13 novembre 2023 |                  |                  |                  |                  | -                |                  |                  |                  |                      |                      |                      |                      | |

### Directeurs généraux
| No | Nom                    | Engagement        | Départ          | Remarques                                                                     |
| -- | ---------------------- | ----------------- | --------------- | ----------------------------------------------------------------------------- |
| 1  | William Hunter (en)*   | 1er novembre 1971 | 1976            | Finale du trophée mondial Avco 1979                                           |
| 2  | Armand Guidolin*       | août 1976         | 1977            |                                                                               |
| 3  | Brian Conacher*        | 1977              | 1978            |                                                                               |
| 4  | Larry Gordon (en)      | 26 avril 1978     | juin 1980       |                                                                               |
| 5  | Glen Sather            | juin 1980         | 9 juin 2000     | Finale de la Coupe Stanley 1983 Coupes Stanley 1984, 1985, 1987, 1988 et 1990 |
| 6  | Kevin Lowe             | 9 juin 2000       | 31 juillet 2008 | Finale de la Coupe Stanley 2006                                               |
| 7  | Steven Tambellini (en) | 31 juillet 2008   | 15 avril 2013   |                                                                               |
| 8  | Craig MacTavish        | 15 avril 2013     | 24 avril 2015   |                                                                               |
| 9  | Peter Chiarelli        | 25 avril 2015     | 23 janvier 2019 |                                                                               |
| 10 | Kenneth Holland        | 7 mai 2019        | 27 juin 2024    |                                                                               |
|    | Jeff Jackson (en)      | 27 juin 2024      | 24 juillet 2024 |                                                                               |
| 11 | Stanley Bowman         | 24 juillet 2024   |                 |                                                                               |

* Les Oilers (de l'Alberta, puis d'Edmonton) évoluent dans l'Association mondiale de hockey de 1972 à 1979 avant d'intégrer la LNH

## Livre des records

### L'équipe
- Plus de points : 119 (1983-1984) et (1985-1986)
- Plus de victoires : 57 (1983-1984)
- Plus de matchs nuls : 16 (1980-1981) et (1999-2000)
- Plus de défaites : 50 (1992-1993)
- Plus de buts : 446 (1983-1984)
- Plus de buts contre : 337 (1992-1993)
- Moins de points : 60 (1992-1993)
- Moins de victoires : 25 (1993-1994)
- Moins de matchs nuls : 5 (1983-1984)
- Moins de défaites : 17 (1981-1982) et (1985-1986)
- Moins de buts : 193 (2014-2015)
- Moins de buts contre : 182 (2001-2002)
- Plus longue série consécutive de victoires (en tout) : 16 (22 décembre 2023 au 7 février 2024)
- Plus longue série consécutive de victoires (à domicile) : 8 (19 janvier au 22 février 1985) et (24 février au 2 avril 1986)
- Plus longue série consécutive de victoires (à l'étranger) : 8 (9 décembre 1986 au 17 janvier 1987)
- Plus longue série consécutive sans défaites (en tout) : 15 (11 octobre au 9 novembre 1984 (12G, 3N))
- Plus longue série consécutive sans défaites (à domicile) : 14 (15 novembre 1989 au 6 janvier 1990 (11G, 3N))
- Plus longue série consécutive sans défaites (à l'étranger) : 9 (17 janvier au 2 mars 1982 (6G, 3N)) et (23 novembre 1982 au 18 janvier 1983 (7G, 2N))
- Plus longue série consécutive de défaites (en tout) : 13 (31 décembre 2009 au 30 janvier 2010)
- Plus longue série consécutive de défaites (à domicile) : 9 (16 octobre au 24 novembre 1993)
- Plus longue série consécutive de défaites (à l'étranger) : 11 (23 décembre 2009 au 10 février 2010)
- Plus longue série consécutive sans victoires (en tout) : 15 (11 octobre au 7 novembre 1993 (13D, 1N))
- Plus longue série consécutive sans victoires (à domicile) : 9 (16 octobre au 24 novembre 1993 (9D))
- Plus longue série consécutive sans victoires (à l'étranger) : 11 (18 décembre 2001 au 8 février 2002 (7D, 4N/DP)) et (23 décembre 2009 au 10 février 2010 (11D))
- Plus de blanchissages (saison) : 8 (1997-1998), (2000-2001) et (2001-2002)
- Plus de minutes de pénalités (saison) : 2 173 (1987-1988)
- Plus de buts (match) : 13 (19 novembre 1983 (NJ 4 à Edm 13)) et (8 novembre 1985 (Van 0 à Edm 13))

### En carrière
- Plus de saisons : 15 Kevin Lowe
- Plus de matchs : 1 037 Kevin Lowe
- Plus de buts : 583 Wayne Gretzky
- Plus d'assistances : 1 086 Wayne Gretzky
- Plus de points : 1 669 Wayne Gretzky (583 buts, 1 086 aides)
- Plus de minutes de pénalités : 1 747 Kelly Buchberger
- Plus de victoires : 226 Grant Fuhr
- Plus de blanchissages : 23 Tommy Salo
- Plus longue série consécutive de matchs : 518 Craig MacTavish (12 octobre 1986 au 2 janvier 1993)

### En une saison
- Plus de buts : 92 Wayne Gretzky (1981-1982)
- Plus d'assistances : 163 Wayne Gretzky (1985-1986)
- Plus de points : 215 Wayne Gretzky (1985-1986 (53B, 163A))
- Plus de minutes de pénalités : 286 Steve Smith (1987-1988)
- Plus de points (défenseur) : 138 Paul Coffey (1985-1986 (48B, 90A))
- Plus de points (centre) : 215 Wayne Gretzky (1985-1986 (52B, 163A))
- Plus de points (ailier droit) : 135 Jari Kurri (1984-1985 (71B, 64A))
- Plus de points (ailier gauche) : 106 Mark Messier (1982-1983 (48B, 58A))
- Plus de points (recrue) : 75 Jari Kurri (1980-1981 (32B, 43A))
- Plus de blanchissages : 8 Curtis Joseph (1997-1998) et Tommy Salo (2000-2001)

### En un match
- Plus de buts : 5 Wayne Gretzky (18 février 1981), (30 décembre 1981), (15 décembre 1984), (6 décembre 1987), Jari Kurri (19 novembre 1983) et Pat Hughes (3 février 1984)
- Plus d'assistances : 7 Wayne Gretzky (15 février 1980), (11 décembre 1985) et (14 février 1986)
- Plus de points : 8 Wayne Gretzky (19 novembre 1983 (3B, 5A)), (4 janvier 1984 (4B, 4A)), Paul Coffey (14 mars 1986 (2B, 6A)) et Sam Gagner (2 février 2012 (4B, 4A))